# Maison de Leona Panajot
Pour les articles homonymes, voir Léona.
La maison de Leona Panajot (en serbe cyrillique : Кућа Леоне Панајот ; en serbe latin : Kuća Leone Panajot) est située à Belgrade, la capitale de la Serbie, dans la municipalité urbaine de Stari grad. Construite en 1935, elle est inscrite sur la liste des biens culturels de la Ville de Belgrade.

## Présentation

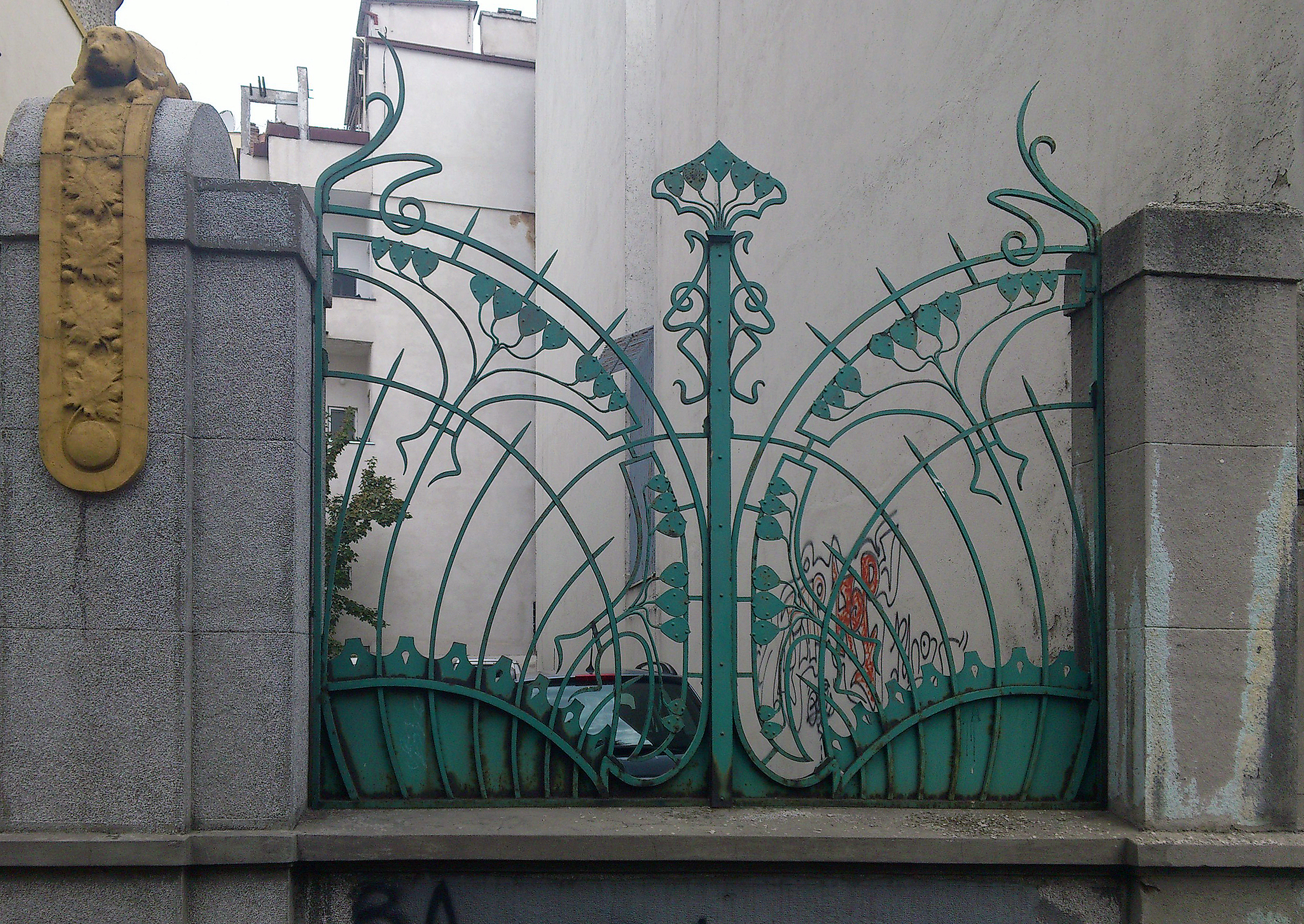
Détail d'une grille

La maison de Leona Panajot, située 31 rue Francuska, est une résidence familiale construite en 1908 d'après les plans de l'architecte Petar Bajalović. Elle est composée d'une cave, d'un rez-de-chaussée, d'un étage et d'un grenier et, architecturalement, relève de l'Art nouveau ; c'est en tant que telle que ses plans et des photographies furent montrés à la Sixième exposition yougoslave à Rome en 1912.
La façade principale est décorée de reliefs et d'une grande corniche formant une avancée juste en dessous du toit ; de larges pilastres encadrent la façade principale et une tour carrée, presque séparée de l'édifice principal, s'élève à la droite de la maison. La façade est ornée de motifs floraux en plâtre et de motifs floraux en bois au-dessus de la porte d'entrée.
La maison tient son importance du fait qu'elle est représentative des bâtiments résidentiels privés de son époque à Belgrade ; elle constitue également une création remarquable de l'architecte Petar Bajalović.